# 我们害怕
我们害怕是一部由程裕蘇執導並於2001年上映的電影，該電影改編自棉棉的同名小说。該電影曾在根特电影节和柏林国际电影节上放映。 

## 劇情
我们害怕讲述的是2000年代初4位20多岁的独生子女在上海的故事。 